# Krogulczyk kryzowany
Krogulczyk kryzowany, krogulec kryzowany (Microspizias collaris) – gatunek ptaka drapieżnego z rodziny jastrzębiowatych (Accipitridae), zamieszkujący Amerykę Południową. Jeden ze słabiej poznanych gatunków dziennych ptaków drapieżnych. Nie jest zagrożony wyginięciem.
Systematyka
Blisko spokrewniony z krogulczykiem drobnym (M. superciliosus). W 2021 roku został przeniesiony do nowo utworzonego rodzaju Microspizias, choć wielu autorów nadal umieszcza go w Accipiter. Nie wyróżnia się podgatunków.
Morfologia
Grzbiet i głowa mają barwę brązowo-czarną z białymi i brązowymi, gęstymi cętkami po bokach głowy. Gardło jest białe, klatka piersiowa, brzuch, podbrzusze i uda białe w ciemne pasy, ogon czarno-brązowy z 4–5 szerokimi, jasnymi pasami. Osobniki tego gatunku osiągają długość 23–24 cm (samice 29–30 cm), a rozpiętość ich skrzydeł wynosi 43–53 cm.
Występowanie
Krogulczyki kryzowane występują w zachodniej i północno-zachodniej Ameryce Południowej – na terenie Peru, Ekwadoru, Kolumbii i zachodniej Wenezueli. Żyją w lasach i na obrzeżach lasów, głównie subtropikalnych i wilgotnych. W Peru widywane na wysokościach 1500–2500 m n.p.m., w Ekwadorze na 1500–2200 m n.p.m., w Kolumbii na 500–1800 m n.p.m., a w Wenezueli na 1300–1800 m n.p.m.
Zachowanie
Prawdopodobnie żywią się głównie mniejszymi ptakami.
Status
Międzynarodowa Unia Ochrony Przyrody (IUCN) od 2020 roku uznaje krogulczyka kryzowanego za gatunek najmniejszej troski (LC – Least Concern). Wcześniej (od 1994 roku) gatunek był uznawany za bliski zagrożenia (NT – Near Threatened). Liczebność światowej populacji szacuje się na 10 000 – 19 999 dorosłych osobników. Trend liczebności populacji uznaje się za stabilny, choć w przyszłości może mu zagrażać niszczenie siedlisk.